# Acaena juvenca
Acaena juvenca é uma espécie de rosácea do gênero Acaena, pertencente à família Rosaceae.

## Taxonomia
A espécie foi descrita por Bryony Hope Macmillan em 1989, juntamente com Acaena emittens. Ambas as espécies são genéticamente próximas da Acaena anserinifolia, inclusive em algumas localidades crescendo juntamente a esta espécie e tendo sido consideradas parte da mesma até o ano de sua descrição formal.